# Scincella assata
Scincella assata (лісовий сцинк червоний) — вид сцинкоподібних ящірок родини сцинкових (Scincidae). Мешкає в Мексиці і Центральній Америці.

## Підвиди
Виділяють два підвиди:
- Scincella assata assata (Cope, 1864) — від південно-східного Чіапаса до Гондураса;
- Scincella assata taylori (Oliver, 1937) — від Коліми до південно-західного Чіапаса.

## Поширення і екологія
Червоні лісові сцинки мешкають на тихоокеанських схилах в Мексиці (на південь від Коліми), Гватемалі, Сальвадорі і південному Гондурасі, а також в Центральній низовині у мексиканському штаті Чіапас. Вони живуть в широколистяних тропічних лісах, серед опалого листя, трапляються на тінистих кавових плантаціях та у вологих каньйонах. Зустрічаються на висоті до 3500 м над рівнем моря.